# Jänissaari (ö i Finland, Södra Savolax, Nyslott, lat 62,52, long 28,51)
Jänissaari är en ö i Finland. Den ligger i sjön Kermajärvi och i kommunen Heinävesi i den ekonomiska regionen  Nyslotts ekonomiska region  och landskapet Södra Savolax, i den sydöstra delen av landet, 300 km nordost om huvudstaden Helsingfors. Öns area är 0,6 hektar och dess största längd är 210 meter i sydöst-nordvästlig riktning.